# Noël Mars (1612-1702)
Pour les articles homonymes, voir Mars.
Le frère Noël Mars, surnommé le Jeune, est un ecclésiastique français, religieux bénédictin de la congrégation de Saint-Maur, né en 1612 et mort le 25 novembre 1702.
Il est le neveu de son homonyme Noël Mars (1576-1611), vicaire général de la Société de Bretagne et prieur claustral de l'abbaye Saint-Magloire de Léhon. Il est l'historien des monastères où il fut officier.

## Biographie
Il naît à Orléans en 1612, quelques mois après le décès de son oncle Dom Noël Mars. Son père lui donne le même prénom que celui de son frère, espérant que celui-ci accordera sa protection au nouveau-né.
Présentant très jeune des dispositions à la vie religieuse, certainement favorisées par son milieu familial, il prend l'habit religieux dans la congrégation de la Société de Bretagne quelque temps avant l'intégration de celle-ci à la congrégation de Saint-Maur en 1628. Il n'a alors pas encore accompli son noviciat. Son désir d'être religieux le porte à faire son noviciat dans cette congrégation de Saint-Maur, à l'abbaye Saint-Sauveur de Redon, où il fait sa profession le 24 décembre 1630.
Après ses études et sa recollection, il est employé dans l'administration du temporel et exerce pendant quarante-cinq ans l'office de procureur en divers monastères dont l'abbaye Saint-Laumer de Blois en 1646, l'abbaye Saint-Guénolé de Landévennec en 1648, et l'abbaye Saint-Gildas de Rhuys en 1650. C'est lui qui fait procéder à l'ouverture, le 7 août 1655, des sarcophages contenant les restes de Saint-Goustan, Rioc, (qui ne contenait que des cendres), Vitalis et Félix, inhumés dans cette abbaye. Il compose l'histoire de la plupart des abbayes où il est officier. Avec l'âge, il quitte ses emplois et se retire à l'abbaye de Marmoutier, pour y vivre plus religieusement.

« Il occupa très utilement son temps à de bonnes lectures et à composer des petits ouvrages selon sa portée et s'appliqua surtout à faire la vie des Saints du monastère. Il étoit d'une humeur gaye, et sa vieillesse n'avoit rien d'onéreux. Il avoit tous jours la mémoire de sa dernière fin devant les yeux, et afin qu'elle ne s'effaçast point de son esprit, il fit faire son cercueil environ dix ans avant qu'il mourût, et avoit sur son oratoire ou sur la table de sa chambre une tête de mort  et fit même un petit traité de la mort pour se familiariser davantage. Vers l'âge de quatre-vingt ans il devint aveugle, qui lui dura environ dix huit mois, ne le rendit pas plus incommode à ses frères: il suivoit tous les exercices de la régularité sans s'inquiéter, et souffroit son mal dans une grande patience. Il se disoit que Dieu punissoit ses curiositez. Au bout de dix huit mois, il se mit entre les mains d'un oculiste qui le guérit. Il vécut encore fort longtemps après cela, et suivoit exactement tous les exercices réguliers. Il venoit encore tous les jours à matines à l'âge de 88 ans. Le jour de la feste de la suvvention de Saint Martin, comme nous allions à la procession, il tomba dans une apoplexie, qui dégénéra en paralysie, à laquelle il survécut encore deux ans. Son mal ne lui fit rien perdre de sa belle humeur. Sur la fin de sa vie, il se faisoit tous les jours lire qulque chose du traité de la mort qu'il avoit composé. La sienne arriva le 25 novembre 1702. Il étoit alors âgé de 90 ans, dont il avoit passé au moins 74 ans en religion. »

— Dom Marténe, notice sur la vie de Dom Noël Mars.

## Fonctions
- 1628 : noviciat à l'abbaye Saint-Sauveur de Redon ;
- 24 décembre 1630 : profession de foi à Redon ;
- procureur de l'abbaye Saint-Guénolé de Landévennec ;
- 1647 : procureur à l'abbaye Saint-Magloire de Léhon ;
- 1650 : procureur de l'abbaye Saint-Gildas de Rhuys.

## Œuvres
- Histoire du royal monastère de Sainct-Lomer de Blois de l'ordre de Saint-Benoist, 1646, édition de la bibliothèque de l'École des chartes, 1870, t.31. p. 103-110; J. Marchand, 1869, publié avec des notes, additions et table de Alexandre Dupré, 472 p.
- Histoire de Landévennec et Saint Jacut de l'Isle, BnF ms lat 2780, fol 419[3]
- Histoire de l'abbaye de Saint-Gildas de Rhuys, 1650, manuscrit non localisé[4]
- La Vie du Père François Binet, Grand Prieur de Marmoutier et par la suite trois fois général de l'Ordre des Minimes, vers 1506. Se trouve à la suite du volume Ier de l'Histoire manuscrite de l'Abbaye de Marmoutier par Dom Anselme Le Michel
- La Vie des Saints de l'Abbaye de Marmoutier, manuscrit, 800. p.
- Traité sur la Mort, vers 1692

## Lettres
La Bibliothèque Nationale conserve quatre lettres : deux adressées à Dom Benoît Brachet et à Dom Mabillon ayant pour sujet principal La vie du Père François Binet, grand Prieur de Marmoutier et trois fois général de l'Ordre des Minimes, composée par Dom Noël Mars. Les deux autres sont adressées à Dom Anselme Le Michel et sont en rapport exclusivement avec l'histoire de l'Abbaye Saint-Lomer de Blois
- 26 janvier 1645 : lettre à Dom Anselme Le Michel.

### Sources
Article rédigé à partir des notes de Léopold Delisle, in bibliothèque de l'École des Chartes, 1870, t.31. p. 103-110.